# Semityzmy
Semityzmy – biblizmy bezpośrednio odnoszące się do realiów życiowych i kulturowych czasów, w których osadzone są teksty biblijne. Są to funkcjonujące w polszczyźnie wyrazy oznaczające wyłącznie przedmioty, miejsca, zwyczaje z opisywanego w Biblii okresu. Wiele semityzmów pochodzi z języka hebrajskiego. Semityzmami są na przykład wyrazy Jahwe i rabbi.